# Margaux Galliou-Loko
Pour les articles homonymes, voir Galliou et Loko.
Margaux Galliou-Loko, née le 12 avril 1993 à Saint-Sébastien-sur-Loire (Loire-Atlantique), est une joueuse professionnelle française de basket-ball.

## Biographie
Elle débute en Ligue féminine de basket lors de la saison 2009-2010, saison où bien qu'évoluant avec l'équipe des cadettes, elle dispute six rencontres avec les professionnelles, pour des statistiques de 1,8 point par rencontre en 1,2 rebond et 0,7 passe décisive. Avec les cadettes, elle remporte pour la deuxième année consécutive la coupe de France cadette. À titre personnel, elle est récompensée du titre de meilleure joueuse de la finale.
Durant l'été 2010, elle dispute tout d'abord le Championnat du Monde des 17 ans et moins, dont la première édition se déroule en France. Les Françaises terminent secondes de la compétition, battues en finale par les États-Unis sur le score de 92 à 62. Lors de cette compétition, ses statistiques sont de 8,8 points, 6,1 rebonds et 0,5 passe décisive. Deux semaines plus tard, elle remporte une seconde médaille, le bronze, lors du Championnat d'Europe des 18 ans et moins. Elle apporte alors 4,1 points et 4,8 rebonds par rencontres à son équipe.
Sa saison 2010-2011 est écourtée par une blessure au genou en novembre 2010.
Ses bonnes performances avec Nice en LFB en 2013-2014 (7,2 points et 4,1 rebonds par rencontre) lui valent une place dans la pré-sélection de 24 joueuses de l'Équipe de France annoncée le 16 mai 2014. Ne suivant pas le club en Ligue 2, elle signe pour Lyon où elle retrouve plusieurs joueuses de la génération 93 qu'elle a côtoyé en sélection nationale de jeunes comme Esther Niamke-Moisan, Sara Chevaugeon et Christelle Diallo.
En septembre 2014, elle est membre de la sélection française qui, avec Bérengère Dinga-Mbomi (Aix), Marie-Ève Paget (Nice) et Viviane Adjutor, remporte le championnat du monde universitaires de 3x3.
À titre personnel, elle est récompensée du titre de meilleure joueuse de ce tournoi (MVP).
La saison 2014/2015 est ternie par des blessures, elle ne finira d'ailleurs pas la saison. Au terme de celle-ci elle signe pour 2 ans en faveur du Nantes Rezé Basket, un retour aux sources pour elle originaire de la région.
Après avoir remporté la médaille d'or aux Jeux de la Francophonie avec l'Équipe de France A' durant l'été 2017, elle quitte le club Flammes Carolo basket où elle n'aura passé qu'une saison (3,7 points et 1,5 rebond pour 1,9 d'évaluation en championnat) pour rejoindre le club allemand du TSV 1880 Wasserburg qualifié pour l'Eurocoupe 2017-2018. En championnat allemand, elle tournait à 11,3 points et 5,7 rebonds tandis qu'en Eurocoupe elle était à 12 points et 6,4 rebonds. La saison suivante, elle effectue son retour en LFB à Tarbes.

## Clubs
| Saisons   | Équipe              | Pays      |
| 2007-2008 | ALPCM Nantes        | France    |
| 2008-2012 | CJM Bourges         | France    |
| 2012-2014 | Cavigal Nice        | France    |
| 2014-2015 | Lyon BF             | France    |
| 2015-2016 | Nantes-Rezé Basket  | France    |
| 2016-2017 | Flammes Carolo      | France    |
| 2017-2018 | TSV 1880 Wasserburg | Allemagne |
| 2018-2021 | Tarbes GB           | France    |
| 2021-2022 | Landerneau BB       | France    |
| 2023-     | TTT Riga            | Lettonie  |

## Palmarès

### Senior
- Championne de France 2010-2011 et 2011-2012

### Équipes de France
- 2009 :  Médaille de bronze du Championnat d'Europe Cadettes
- 2010 :  Médaille d'argent du Championnat du Monde des 17 ans et moins
- 2010 :  Médaille de bronze du Championnat d'Europe des 18 ans et moins
- 2011 :  Médaille d'argent du Championnat d'Europe des 18 ans et moins[14]
- 2014 :  Médaille d'or au championnat du monde universitaires 3x3[11]
- Médaille d'or des Jeux de la Francophonie 2017[15]

### Club
- Vice-championne de France LFB en 2010
- Championne de France LFB en 2012
- Coupe de France : 2010
- Coupe de France cadettes : 2009, 2010

### Distinctions personnelles
- MVP de la finale Coupe de France Cadettes : 2010
- Championne de France LFB 2012
- MVP du Championnat du Monde Universitaire 3x3

## Vie privée
Son plus jeune frère Charles Galliou est international U20.